# Val Verde (Italia)
La val Verde è una piccola valle dell'Appennino Ligure in Liguria nella città metropolitana di Genova, ed è parte del bacino idrografico del torrente Polcevera.

## Descrizione

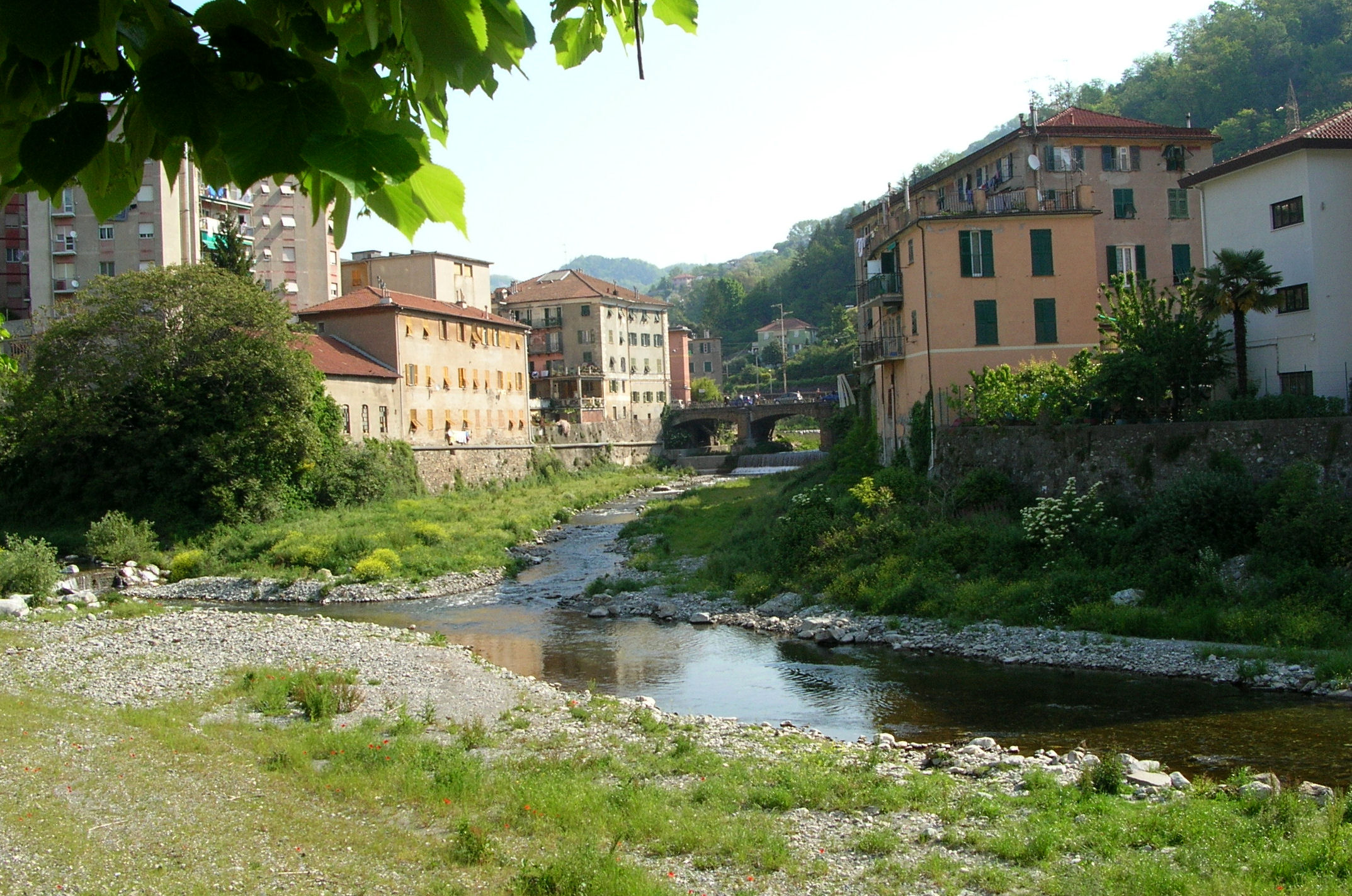
Pontedecimo: la confluenza tra i torrenti Verde (a sin.) e Riccò (a destra) che dà origine al Polcevera

La valle è attraversata dal torrente Verde, che nasce dal monte Leco (1.072 m), e dopo aver ricevuto diversi rivi (il maggiore dei quali è il rio San Martino), dopo un percorso di circa 15 km confluisce a Pontedecimo con il torrente Riccò, dando origine al Polcevera.
Per un tratto del suo percorso il torrente Verde segna il confine tra i comuni di Ceranesi e Campomorone ed attraversa Isoverde (frazione di Campomorone), Campomorone, Santa Marta (sede comunale di Ceranesi) e un tratto del quartiere genovese di Pontedecimo.
La valle comprende i seguenti comuni:
- Campomorone
- Ceranesi
- Genova (quartiere di Pontedecimo)

Nella valle si trovano i seguenti monti principali:
- Monte Leco (1.071 m)
- Monte Taccone (1.113 m), il più alto di tutta la Val Polcevera
- Monte Orditano (950 m)
- Monte Proratado (928 metri)
- Monte Figogna (804 m), sul quale sorge il Santuario di Nostra Signora della Guardia

## Vie di comunicazione

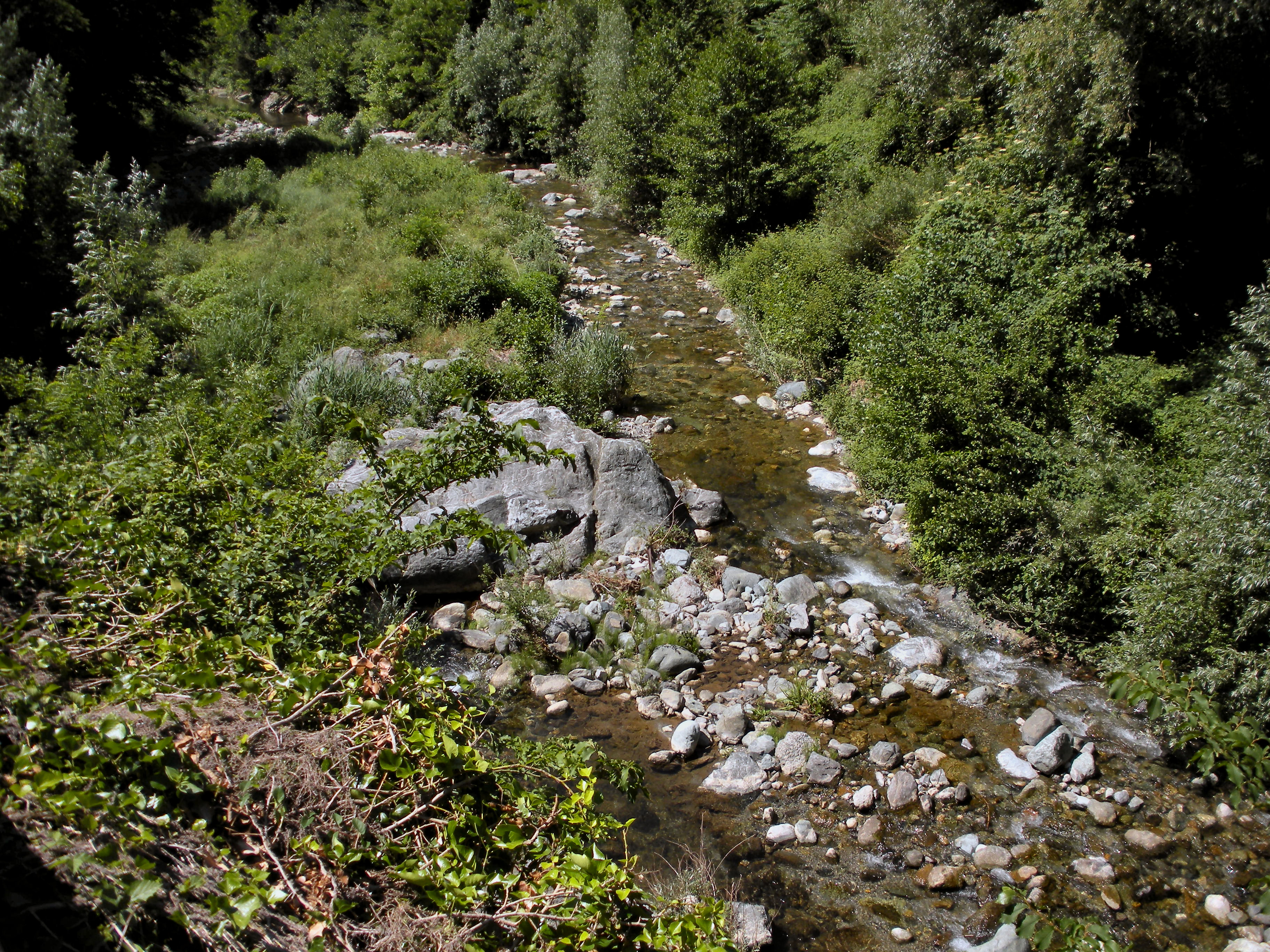
Il torrente Verde nei pressi di Isoverde

La Val Verde è stata per secoli la principale via di collegamento tra il Genova e la pianura padana. Nei pressi dell'attuale passo della Bocchetta transitava infatti la romana via Postumia, che percorreva il crinale che separa la Val Verde dalla valle del torrente Riccò.
Oggi la strada provinciale SP5 “della Bocchetta” collega la valle con la Val Lemme (AL). attraverso il passo della Bocchetta (772 m). Questa strada fu aperta dal governo della Repubblica di Genova intorno al 1580, ricalcando in parte il percorso dell'antica via Postumia, e rimase la principale via di comunicazione con l'Oltregiogo fino all'apertura della strada dei Giovi, negli anni venti dell’Ottocento.
Il valico della Colla di Praglia (879 m), sulla strada provinciale SP4 “dei Piani di Praglia”, mette in comunicazione la Val Verde con la Valle Stura, anche questo sul percorso di un'antica via che portava alle Capanne di Marcarolo (antico luogo di scambi commerciali tra mercanti liguri e piemontesi) e da qui alla pianura piemontese, intorno ad Alessandria.
Un altro valico, di importanza locale, è quello di Lencisa (569 m), che porta in Val Varenna, nell'entroterra di Pegli, e costituisce un collegamento alternativo tra l'alta Val Polcevera e il ponente genovese.
Altre due strade provinciali interessano il territorio della Val Verde, la SP50 “di S. Stefano di Larvego” e la SP6 “di Isoverde”.

## Storia
Non ci sono stati in tutta la Val Polcevera ritrovamenti archeologici riferibili alle epoche più antiche della preistoria. I primi insediamenti di cui, in base ai manufatti rinvenuti, si ha una datazione certa, risalgono all'“età del ferro”, che in Liguria si protrasse fino alla conquista romana (II secolo a.C.); proprio nella Val Verde è stato rinvenuto l'insediamento più antico, quello di Monte Carlo, presso Isoverde, nel comune di Campomorone, datato al IV secolo a.C.
La valle all'epoca della conquista romana era abitata da diverse tribù liguri, tra le quali i Viturii Langenses; ad una controversia di questi con i Genuates si riferisce la sentenza del Senato romano del 117 a.C. conosciuta come Tavola Bronzea di Polcevera.
Il territorio oggetto della controversia comprendeva gran parte della valle alla sinistra del torrente Verde e del rio San Martino (in pratica tutta l'area che oggi costituisce il comune di Campomorone) ed aveva al suo centro la zona dove oggi sorge il paese di Langasco.